# Burgraviat de Nuremberg
1105–1427
Entités précédentes :
- Duché de Franconie

Entités suivantes :
- Principauté d'Ansbach
- Principauté de Bayreuth

Le burgraviat de Nuremberg (en allemand : Burggrafschaft Nürnberg) fut un État médiéval du Saint-Empire romain. Fondé au début du XIIe siècle, il est gouverné par la maison de Hohenzollern dès 1191. Le château des burgraves a été acquis en 1427 par la ville impériale de Nuremberg.

## Histoire

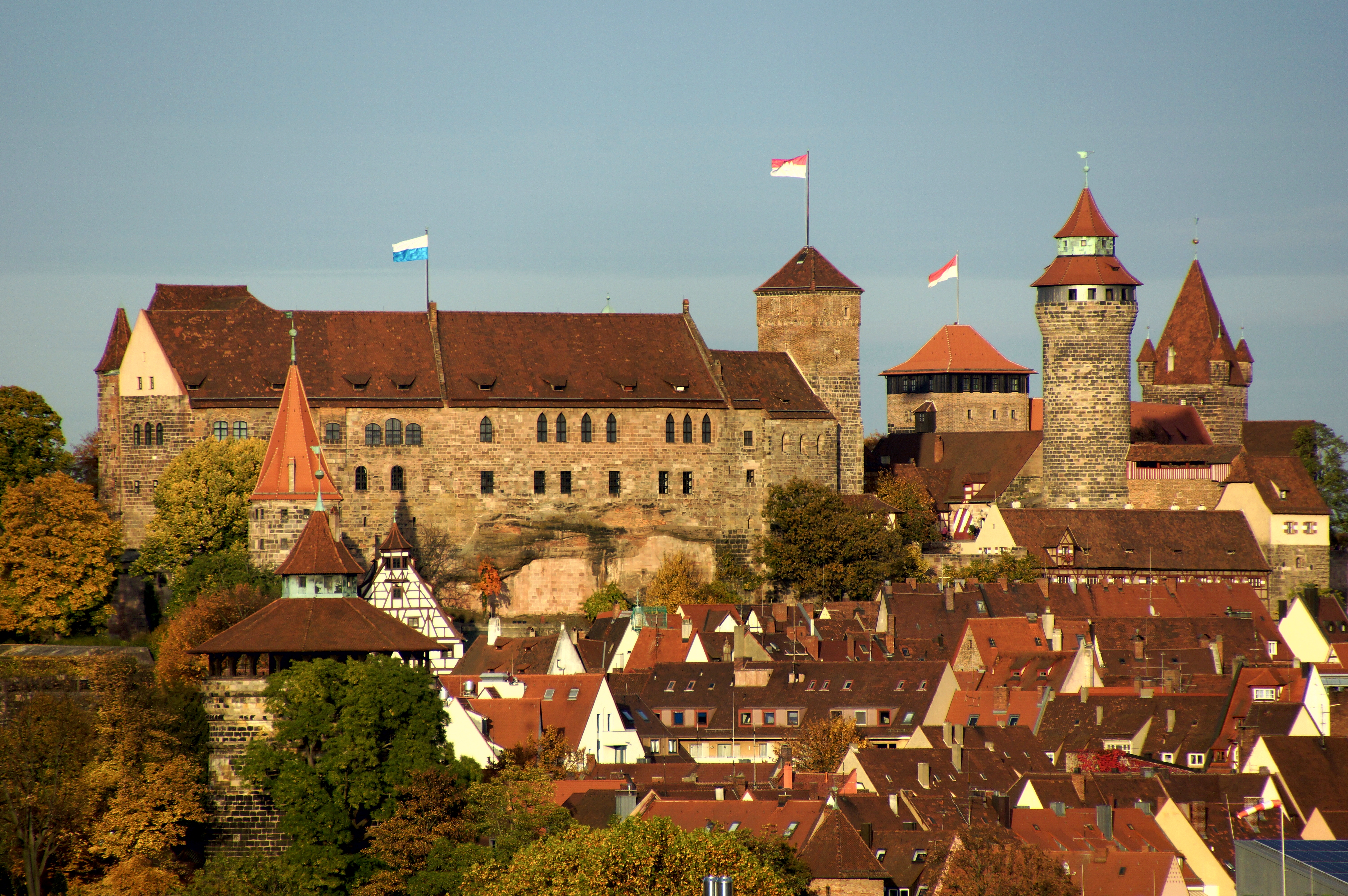
Le château impérial de Nuremberg.

Dans la première moitié du XIe siècle, Henri III, élu roi des Romains en 1039, fit construire le château impérial de Nuremberg (Kaiserburg), situé sur un haut rocher de grès au-dessus de la rivière Pegnitz, afin d'affaiblir les évêques de Bamberg et leur influence dans la Franconie orientale. La ville de Norenberc est mentionnée pour la première fois dans un acte de l'empereur Henri III, adopté le 16 juillet 1050. 
En 1005, les citoyens ont dû beaucoup souffrir des affrontements entre l'empereur Henri IV et son fils Henri V. Pour pouvoir mieux protéger la ville, l'empereur a confié au comte autrichien Godefroi II de Raabs et son frère cadet Conrad la fonction du burgrave. La lignée des Raabs s'éteint avec la mort du burgrave Conrad II, probablement en tant que participant de la troisième croisade vers 1191 ; il laisse derrière lui deux filles, et son gendre Frédéric III, comte de Zollern, le mari de sa fille Sophie, hérite du titre.
Cette même année, Frédéric reçut le burgraviat en fief des mains de l'empereur Henri VI. Son fils cadet Frédéric II de Nuremberg devint par la suite l'ancêtre de la branche franconienne de la maison de Hohenzollern, futurs princes d'Ansbach et de Bayreuth, ainsi qu'électeurs de Brandebourg. 
La dynastie des Hohenzollern mène une politique efficace, et acquit de nombreux autres biens au fil des décennies, dont les domaines d'Abenberg, de Cadolzburg et de Neustadt an der Aisch. Les burgraves furent également protecteurs temporels de l'abbaye d'Heilsbronn. En 1248, les burgraves héritent des comtes d'Andechs la seigneurie de Bayreuth, suivie par Wunsiedel (1285), Arzberg (1292), Schauenstein et Helmbrechts (1338), Münchberg et Hof-sur-Saale (1373), Erlangen (1402) et Selb (1412). Ainsi est né un grand territoire tout entier au nord de Nuremberg, augmenté par les acquisitions autour de la future résidence d'Ansbach au sud : Feuchtwangen, Uffenheim, Crailsheim, Creglingen, Kitzingen, Marktsteft, Schwabach, Leutershausen et Gunzenhausen.

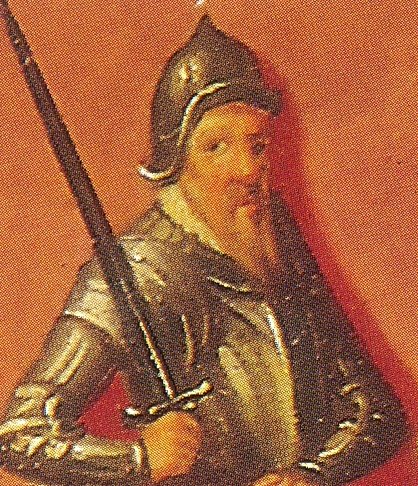
Frédéric VI, dernier burgrave de Nuremberg (portrait du XVe siècle).

En même temps, toutefois, les affrontements avec les États voisins, notamment la maison de Wittelsbach, ducs de Bavière et les princes-évêques de Wurtzbourg, se sont intensifiés. Le pouvoir des burgraves sur la ville de Nuremberg diminue progressivement, du point que l'empereur Frédéric II lui a accordé l'immédiateté impériale en 1219, la rendant de fait indépendante. Après la mort du burgrave Frédéric V en 1397, ses deux fils Jean III et Frédéric VI gouvernent brièvement ensemble avant de procéder à un partage : le premier devient prince de Kulmbach, tandis que le second devient prince d'Ansbach.
En 1420, le château de Nuremberg fut dévasté par les troupes du duc Louis VII de Bavière. Le burgrave Frédéric VI, élevé au prince-électeur de Brandebourg en 1415, renonça à sa reconstruction ; par contrat du 27 juin 1427, avec le consentement de l'empereur Sigismond, il revendit à son tour la forteresse pour 120 000 florins au Conseil de la ville.

## Liste des burgraves de Nuremberg

### Maison de Raab
Les dates sont approximatives.
- 1105-1137 : Godefroi II de Raabs ;
  - 1105-1143 : Conrad Ier de Raabs, son frère ;
- 1143-1160 : Godefroi III de Raabs, neveu de Godefroi II et Conrad Ier ;
- 1160-1191 : Conrad II de Raabs, fils de Conrad Ier.

### Maison de Hohenzollern
- 1191-1201 : Frédéric Ier

Armoiries sous les Hohenzollern.

- 1201-1218 : Frédéric II, fils du précédent
- 1218-1262 : Conrad Ier, frère du précédent
- 1262–1297 : Frédéric III, fils du précédent
- 1297–1300 : Jean Ier, fils du précédent
- 1300–1332 : Frédéric IV, frère du précédent
- 1332–1357 : Jean II, fils du précédent
- 1357–1397 : Frédéric V, fils du précédent
- 1397–1420 : Jean III, fils du précédent
  - 1397–1427 : Frédéric VI, frère du précédent.